# Schmidtova razstavitev
Schmidtova razstavítev ali Schmidtova dekompozícija [šmítova ~] je v linearni algebri poseben način izražanja in predstavitve vektorja v tenzorskem produktu dveh prehilbertovih prostorov. Ima mnoge aplikacije v kvantni teoriji informacij, na primer pri karakterizaciji prepletenosti in čiščenju kvantnega stanja, kvantnem računalništvu, kvantnem radiranju, fiziki črnih lukenj ter plastičnosti. Imenuje se po nemškem matematiku Erhardu Oswaldu Johannesu Schmidtu, ki jo je uvedel.

## Izrek
Naj sta {\displaystyle H_{1}\!\,} in {\displaystyle H_{2}\!\,} Hilbertova prostora z razsežnostima {\displaystyle n\!\,} in {\displaystyle m\!\,}. Naj je {\displaystyle n\geq m\!\,}. Za poljubni vektor {\displaystyle w} v tenzorskem produktu {\displaystyle H_{1}\otimes H_{2}\!\,} obstajata takšni ortonormalni množici {\displaystyle \{u_{1},\ldots ,u_{m}\}\subset H_{1}\!\,} in {\displaystyle \{v_{1},\ldots ,v_{m}\}\subset H_{2}}, da velja {\textstyle w=\sum _{i=1}^{m}\alpha _{i}u_{i}\otimes v_{i}\!\,}, kjer so skalarji {\displaystyle \alpha _{i}\!\,} realni, nenegativni in edinstveni do ponovne razvrstitve.

### Dokaz
Schmidtova razstavitev je v bistvu ponovna izjava razstavitve na enojno vrednost v drugačnem kontekstu. Naj sta fiksni ortonormalni bazi {\displaystyle \{e_{1},\ldots ,e_{n}\}\subset H_{1}\!\,} in {\displaystyle \{f_{1},\ldots ,f_{m}\}\subset H_{2}\!\,}. Identificira se lahko elementarni tenzor {\displaystyle e_{i}\otimes f_{j}\!\,} z matriko {\displaystyle e_{i}f_{j}^{\mathsf {T}}\!\,}, kjer je {\displaystyle f_{j}^{\mathsf {T}}\!\,} transponiranka {\displaystyle f_{j}\!\,}. Na splošni element tenzorskega produkta:
{\displaystyle w=\sum _{1\leq i\leq n,1\leq j\leq m}\beta _{ij}e_{i}\otimes f_{j}\!\,}
se potem lahko gleda kot na matriko {\displaystyle n\times m\!\,}:
{\displaystyle M_{w}=(\beta _{ij})\!\,.}
Po razstavitvi na enojno vrednost obstajajo takšna {\displaystyle n\times n\!\,} unitarna matrika {\displaystyle U\!\,}, {\displaystyle m\times m\!\,} unitarna matrika {\displaystyle V\!\,} in pozitivno semidefinitna {\displaystyle m\times m\!\,} diagonalna matrika {\displaystyle \Sigma \!\,}, da velja:
{\displaystyle M_{w}=U{\begin{bmatrix}\Sigma \\0\end{bmatrix}}V^{*}\!\,.}
Če se zapiše {\displaystyle U={\begin{bmatrix}U_{1}&U_{2}\end{bmatrix}}\!\,}, kjer ima {\displaystyle U_{1}\!\,} razsežnost {\displaystyle n\times m\!\,}, izhaja:
{\displaystyle M_{w}=U_{1}\Sigma V^{*}\!\,.}
Naj so {\displaystyle \{u_{1},\ldots ,u_{m}\}\!\,} {\displaystyle m\!\,} stolpčni vektorji {\displaystyle U_{1}\!\,}, {\displaystyle \{v_{1},\ldots ,v_{m}\}\!\,} stolpčni vektorji {\displaystyle {\overline {V}}\!\,} in {\displaystyle \alpha _{1},\ldots ,\alpha _{m}\!\,} diagonalni elementi matrike {\displaystyle \Sigma \!\,}. Prejšnji izraz je tako:
{\displaystyle M_{w}=\sum _{k=1}^{m}\alpha _{k}u_{k}v_{k}^{\mathsf {T}}\!\,.}
Potem je:
{\displaystyle w=\sum _{k=1}^{m}\alpha _{k}u_{k}\otimes v_{k}\!\,,}
kaj dokazuje trditev. ■

## Nekatera opažanja
Nekatere značilnosti Schmidtove razstavitve so fizikalno zanimive.

### Spekter zmanjšanih stanj
Obravnava se vektor {\displaystyle w\!\,} tenzorskega produkta:
{\displaystyle H_{1}\otimes H_{2}\!\,}
v obliki Schmidtove razstavitve:
{\displaystyle w=\sum _{i=1}^{m}\alpha _{i}u_{i}\otimes v_{i}\!\,.}
Tvori se matrika {\displaystyle \rho =ww^{*}\!\,} z rangom 1. Potem je delna sled matrike {\displaystyle \rho \!\,} glede na sistem {\displaystyle A\!\,} ali {\displaystyle B\!\,} diagonalna matrika, katere neničelni diagonalni elementi so {\displaystyle |\alpha _{i}|^{2}\!\,}. Z drugimi besedami, Schmidtova razstavitev kaže, da imajo zmanjšana stanja {\displaystyle \rho \!\,} na obeh podsistemih enak spekter.

### Schmidtov rang in prepletenost
Strogo pozitivne vrednosti {\displaystyle \alpha _{i}\!\,} v Schmidtovi razstavitvi {\displaystyle w\!\,} so njeni Schmidtovi koeficienti, Schmidtovi parametri prepletenosti ali Schmidtova števila {\displaystyle K\!\,} in so naravne značilnosti stopnje prepletenosti, definirane kot:
{\displaystyle K=\left(\sum _{i}\alpha _{i}^{2}\right)^{-1}\geqslant 1\!\,.}
Skupno število Schmidtovih koeficientov {\displaystyle w\!\,}, šteto z mnogokratnostjo, se imenuje njegov Schmidtov rang.
Če se lahko {\displaystyle w\!\,} izrazi kot tenzorski produkt:
{\displaystyle u\otimes v\!\,,}
potem se {\displaystyle w\!\,} imenuje ločljivo stanje. Drugače je {\displaystyle w\!\,} v prepletenem stanju. Iz Schmidtove razstavitve se lahko vidi, da je {\displaystyle w\!\,} prepleten, če in samo če ima {\displaystyle w\!\,} Schmidtov rang strogo večji od 1. Zato sta dva podsistema, ki delita čisto stanje, prepletena, če in samo če sta njuni zmanjšani stanji mešani stanji. Iz Schmidtovih koeficientov čistega stanja {\displaystyle w\!\,} je mogoče določiti vse njegove značilnosti plepletenosti. Tudi obnašanje {\displaystyle w\!\,} pod krajevnimi kvantnimi operacijami določajo Schmidtovi koeficienti, še posebej, ali je mogoče dve stanji krajevno transformirati eno v drugo.

### Von Neumannova entropija
Posledica zgornjih komentarjev je, da je za čista stanja von Neumannova entropija zmanjšanih stanj dobro definirana mera prepletenosti. Za von Neumannovo entropijo obeh zmanjšanih stanj {\displaystyle \rho \!\,} je {\textstyle -\sum _{i}|\alpha _{i}|^{2}\log \left(|\alpha _{i}|^{2}\right)\!\,} in to je enako nič, če in samo če je {\displaystyle \rho \!\,} produktno stanje (neprepleteno).

## Vektor Schmidtovega ranga
Schmidtov rang je definiran za dvodelne sisteme, namreč za kvantna stanja:
{\displaystyle |\psi \rangle \in H_{A}\otimes H_{B}\!\,.}
Koncept Schmidtovega ranga se lahko razširi na kvantne sisteme, sestavljene iz več kot dveh podsistemov.
Če se pogleda tridelni kvantni sistem:
{\displaystyle |\psi \rangle \in H_{A}\otimes H_{B}\otimes H_{C}\!\,.}
Obstajajo trije načini za zmanjšanje sistema na dvodelni sistem z delno sledjo glede na {\displaystyle H_{A},H_{B}\!\,} ali {\displaystyle H_{C}\!\,}:
{\displaystyle {\begin{cases}{\hat {\rho }}_{A}=\operatorname {Tr} _{A}(|\psi \rangle \langle \psi |)\\{\hat {\rho }}_{B}=\operatorname {Tr} _{B}(|\psi \rangle \langle \psi |)\\{\hat {\rho }}_{C}=\operatorname {Tr} _{C}(|\psi \rangle \langle \psi |)\!\,.\end{cases}}}
Vsak od dobljenih sistemov je dvodelni sistem in ga je zato mogoče označiti z enim številom (njegovim Schmidtovim rangom) {\displaystyle r_{A},r_{B}\!\,} in {\displaystyle r_{C}\!\,}. Ta števila zajemajo »količino prepletenosti« v dvodelnem sistemu, ko se zavržejo {\displaystyle A,B\!\,} ali {\displaystyle C\!\,}. Zaradi teh razlogov se lahko tridelni sistem opiše z vektorjem, in sicer z vektorjem Schmidtovega ranga:
{\displaystyle \mathbf {\vec {r}} =(r_{A},r_{B},r_{C})\!\,.}

### Mnogodelni sistemi
Koncept vektorja Schmidtovega ranga se lahko podobno razširi na sisteme, sestavljene iz več kot treh podsistemov, z uporabo tenzorjev.

### Zgled[8]
Naj se vzame tridelno kvantno stanje {\displaystyle |\psi _{4,2,2}\rangle ={\frac {1}{2}}{\big (}|0,0,0\rangle +|1,0,1\rangle +|2,1,0\rangle +|3,1,1\rangle {\big )}\!\,}.
Takšna vrsta sistema je mogoča s kodiranjem vrednosti kudita v tirno vrtilno količino(OAM) fotona namesto v njegov spin, saj lahko slednji sprejme le dve vrednosti.
Vektor Schmidtovega ranga za to kvantno stanje je {\displaystyle (4,2,2)\!\,}.